# Guineu voladora de l'illa Ceram
La guineu voladora de l'illa Ceram (Pteropus ocularis) és una espècie de ratpenat de la família dels pteropòdids. És endèmica d'Indonèsia. El seu hàbitat natural són els boscos primaris; de fet, es creu que no viu enlloc més. Està amenaçada per la caça i la desforestació.